# تشارلز فورت
تشارلز هوي فورت (بالإنجليزية: Charles Hoy Fort)‏ (6 أغسطس 1874 - 3 مايو 1932) هو كاتب أمريكي وباحث في الظواهر الخارقة للطبيعة. اليوم، يتم استخدام مصطلحات الفورتياني والفورتيانية لوصف مختلف هذه الظواهر وتعرّف بالظواهر التي تتحدى الحدود المقبولة للعلم الطبيعي التجريبي. كتب فورت بيعت وما زالت تباع بشكل جيد إلى اليوم.
أثرت مجموعات فورت في الظواهر الخارقة للطبيعة ومن ضمنها كتاب الملعونين (1919) في العديد من مؤلفي كتب الخيال العلمي. وقد استعانوا بالكتب بصفتها مرجعا لمؤلفاتهم وتشكيكاتهم. أسست مجلة فورتياني تايمز (ذا نيوز حتى 1976) في العام 1973 للتحقيق في هذه الظواهر.  

## حياته
ولد فورت ذو الأصل الهولندي في مدينة ألباني في مقاطعة نيويورك عام 187. كان والد فورت ،الذي كان يعمل بقالاً، شديد التسلط.وقد ذكر فورت في سيرته الذاتية التي لم تنشر بعد  أجزاء كثيرة الإيذاءات الجسدية التي كان يتعرض لها من والده. صرح الباحث في حياة فورت ديمون نايت بأن فقدان فورت للثقة بالسلطة بدأ في سن مبكرة بسبب تعامل والده معه في طفولته.وقد اعتاد فورت على الاستقلالية منذ نعومة أظافره. 
في مراهقته كان فورت يطمح بأن يصبح عالم طبيعة، وكان يهوى جمع الأصداف البحرية والمعادن والطيور. وعلى الرغم من وصف فورت بالفضول والذكاء، إلا أنه لم يكن تلميذاً نجيباً وقد كان اطلاعه الواسع ومعرفته الكبيرة بالعالم الطبيعي ناتجاً عن قراءاته الشخصية المكثفة.

## روابط خارجية
- تشارلز فورت على موقع إن إن دي بي (الإنجليزية)